# Балка Сурська
Балка Сурська — балка (річка) в Україні у Томаківському й Солонянському районах Дніпропетровської області. Ліва притока річки Комишуватої Сури (басейн Дніпра).

## Опис
Довжина балки приблизно 7,80 км, найкоротша відстань між витоком і гирлом — 7,12  км, коефіцієнт звивистості річки — 1,10 . Формується декількома безіменними балками та загатами. На деяких ділянках балка пересихає.

## Розташування
Бере початок у селі Китайгородка. Тече переважно на північний захід і на північно-західній стороні від села Новоандріївка впадає у річку Комишувату Суру, праву притоку річки Мокрої Сури.

## Цікаві факти
- Від витоку балки на південно-східній стороні на відстані приблизно 3,17 км пролягає Р73[3] (автомобільний шлях регіонального значення в Україні. Проходить територією Дніпропетровської та Запорізької областей. Автошлях починається біля села Дніпрові Хвилі, відгалуджуючись від автошляху Н08. Закінчується у місті Нікополь на вулиці Патріотів України, приєднуючись до автошляху Н23 у районі села Придніпровське. Загальна довжина — 64,2 км.).
- У XX столітті на балці існували молочно, -вівце-тваринні ферми (МТФ, ВТФ), газгольдери та газові свердловини[2], а у XIX столітті — декілька вітряних млинів[1].